# Pseudoscaphirhynchus
Pseudoscaphirhynchus ist eine Gattung der Störe (Acipenseridae), die drei in den Zuflüssen des Aralsees vorkommende Arten umfasst. Alle drei Arten sind durch die massive Zerstörung und Verschmutzung ihrer Lebensräume vom Aussterben bedroht, Pseudoscaphirhynchus fedtschenkoi und Pseudoscaphirhynchus hermanni sind möglicherweise schon ausgestorben.

## Merkmale
Pseudoscaphirhynchus sind mit Maximallängen deutlich unter einem Meter die kleinsten heute lebenden Störartigen. Ihr Körper ist spindelförmig mit relativ breitem Vorderkörper und weist fünf Reihen von Knochenschuppen wie bei den meisten anderen Störartigen auf. Die Schnauze ist breit und spatelförmig. Von den Arten der Gattung Scaphirhynchus unterscheiden sie sich durch die zweilappige Unterlippe, die ungefransten Barteln und den Schwanzstiel, der nicht vollständig von Knochenplatten bedeckt ist.

## Systematik
Die Gattung wurde 1900 durch den russischen Zoologen Alexander Michailowitsch Nikolski aufgestellt und umfasst drei Arten. Früher wurde sie als das Schwestertaxon der Gattung Scaphirhynchus in die Unterfamilie der Schaufelstöre (Scaphirhynchinae) eingegliedert. Der Vergleich von Nukleotiden aus Mitochondrialer DNA ergab jedoch eine nähere Verwandtschaft von Pseudoscaphirhynchus mit der Gattung Acipenser, so dass Pseudoscaphirhynchus in die Unterfamilie Acipenserinae gestellt wurde und die Unterfamilie Scaphirhynchinae nur noch aus der Gattung Scaphirhynchus besteht.
- Syrdarja-Schaufelstör (Pseudoscaphirhynchus fedtschenkoi)
- Kleiner Amudarja-Schaufelstör (Pseudoscaphirhynchus hermanni)
- Großer Amudarja-Schaufelstör (Pseudoscaphirhynchus kaufmanni)